# Anatolij Markovič Markuša
Anatolij Markovič Markuša (rusky Анатолий Маркович Маркуша), vlastním jménem Arnold Markovič Lurje (rusky Арнольд Маркович Лурье) (20. června 1921, Jekatěrinoslav, dnes Dnipro na Ukrajině – 30. srpna 2005, Moskva) byl ruský sovětský novinář, vojenský stíhač, zkušební pilot a spisovatel židovského původu.

## Život
Narodil se do židovské rodiny. Jeho otec pracoval jako účetní, matka byla v domácnosti. Roku 1924 se rodina přestěhovala do Moskvy, kde roku 1938 absolvoval střední školu a pracoval pro noviny Вечерняя Москва (Večerní Moskva). V letech 1939–1941 absolvoval Borisoglebskou vojenskou leteckou školu a stal se stíhačem. Bojoval v 12. letecké armádě Zabajkalského frontu a od roku 1944 v 7. letecké armádě Karelského frontu. Od roku 1948 do roku 1950 byl v městě Žukovskij studentem školy zkušebních pilotů Ministerstva leteckého průmyslu, následně pracoval jako zkušební pilot a zvládl padesát typů letadel. Roku 1954 byl propuštěn do civilu v hodnosti poručíka.
V letech 1955–1958 let byl členem redakční rady časopisu Знамя (Vlajka). První knihu, sbírku povídek Ученик орла (Učedník orla), vydal roku 1957. Od té doby napsal více než sto knih, které byly přeloženy do několika jazyků. Psal příběhy z leteckého prostředí většinou určené mládeži.

## Dílo (výbor)
- Ученик орла (1957, Žák orla), sbírka povídek
- Вам – взлёт! (1959, Vzlet povolen), vše podstatné a zajímavé o letadlech, létání a letcích pro mladé čtenáře.
- Мужчинам до 16 лет (1966, Mužům do šestnácti let), encyklopedie pro dospívající chlapce.
- Нет (1971, česky jako Pasažér je smrt), reportážní román o hrdinství a obětavosti sovětského zkušebního pilota napsaný na základě skutečných událostí.
- Бессмертный флагман (1974, česky jako Zkušební letec), vyprávění o životě sovětského zkušebního pilota a Hrdiny Sovětského svazu Valerije Pavloviče Čkalova .
- Азбука мужества (1975)
- 33 ступеньки в небо (1976, Třiatřicet stupňů do nebe).
- Внимание – дети (1979).
- Щит героя (1980).
- Здесь живут силачи (1981), pohádky.
- Небо твое и мое (1981), povídky.
- Я – солдат, и ты – солдат (1981).
- Желаю счастья, девочки! (1983).
- Синее небо (1987).
- Человек-птица (1988).
- Трудное счастье (1988).
- Если вы учитель (1989).
- Книга для сыновей и пап (1990).
- Мозаика для делового человека (1992).
- 600 советов на разные случаи жизни (1992).
- Первым делом самолёты... (1999).
- Я лётчик (2000).
- 14 тысяч метров и выше (2002), třídílný výbor z díla.
- Сто лет, как один день (2003).
- По дороге к небу (2007), posmrtně.

## Česká vydání
- Vzlet povolen, SNDK, Praha 1966, přeložil Miroslav Kotek.
- Pasažér je smrt, Albatros, Praha 1976, přeložila Jana Heřmanová.
- Zkušební letec, Albatros, Praha 1980, přeložil Jaroslav Piskáček.